# Per Adolf Larsson
Per Adolf Larsson, född 14 januari 1872 i Mo församling, Älvsborgs län, död där 20 maj 1957, var en svensk lantbrukare, bryolog och riksdagsman (högern).
Larsson var ledamot av riksdagens första kammare från 1926, invald i Älvsborgs läns valkrets. 1953 utnämndes han till hedersdoktor vid Göteborgs högskola.
Larsson saknade arvingar, han testamenterade därför sina skogsägor till Svenska kyrkan (Mo församling), som 2013 inrättade naturreservatet
Öjersbyns gammelskog av delar av arvet från 1957.

### Fotnoter
1. ↑  Olsson, Claes-Olof (2007). Hedersdoktorer vid Göteborgs universitet under 100 år: 1907-2007. Göteborg: Göteborgs universitet. sid. 34. Libris 10624901. ISBN 9789173603546